# Frauke Patzke

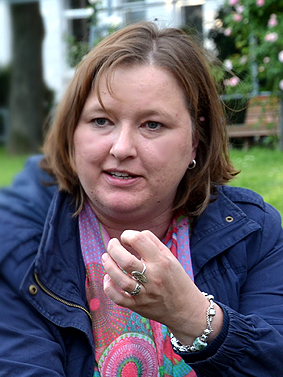
Frauke Patzke, 2014

Frauke Patzke (geb. Pfanne; * 15. Mai 1971 in Aurich) ist eine deutsche politische Beamtin (Bündnis 90/Die Grünen). Seit Juli 2025 ist sie Staatssekretärin im Niedersächsischen Ministerium für Ernährung, Landwirtschaft und Verbraucherschutz.

## Leben
Patzke wuchs in Wiesens in Ostfriesland auf. Sie machte einen Realschulabschluss und absolvierte von 1987 bis 1990 eine Ausbildung zur Sozialversicherungsfachangestellten bei der Hannoverschen landwirtschaftlichen Krankenkasse (HlKK). Bis 2002 arbeitete sie für die HlKK als Sachbearbeiterin und später als Assistentin der Geschäftsführung.
An der Leibniz Universität Hannover begann Patzke 2002 ein Studium der Rechtswissenschaft. Sie legte 2006 das erste und 2011 das zweite Staatsexamen ab. Bis 2015 war sie als wissenschaftliche Mitarbeiterin und Lehrbeauftragte am Lehrstuhl von Volker Epping an der juristischen Fakultät der Leibniz Universität Hannover tätig. Zudem war sie von 2005 bis 2015 freiberufliche Rentenberaterin für die gesetzliche Renten-, Kranken-, Pflege- und Unfallversicherung sowie der Arbeitsförderung und von 2011 bis 2015 als freiberufliche Rechtsanwältin tätig.
Von 2015 bis 2022 arbeitete Patzke im niedersächsischen Ministerium für Wissenschaft und Kultur. Von 2015 bis 2016 war sie dort Sachbearbeiterin im Referat „Politische Koordinierung, Kabinett, Parlament, Büro der Ministerin und der Staatssekretärin“. Sie erstellte das Konzept für die Niedersächsische Landeszentrale für politische Bildung und setzte es mit um. Von 2016 bis 2022 leitete sie das Referat Justiziariat, Vergaberecht, Innerer Dienst des Ministeriums. Von 2022 bis 2025 war sie Leiterin des Amtes für regionale Landesentwicklung Leine-Weser in Hildesheim.
Patzke wurde am 1. Juli 2025 als Nachfolgerin von Michael Marahrens zur Staatssekretärin des von Miriam Staudte geleiteten Niedersächsischen Ministeriums für Ernährung, Landwirtschaft und Verbraucherschutz berufen.
Patzke ist seit 1999 verheiratet. Sie ist konfessionslos. Von 1996 bis 2009 lebte sie in Hannover und seit 2009 in Harkenbleck.

## Politik
Bis 2005 war Patzke Mitglied der SPD, sie trat nach der Vertrauensfrage Gerhard Schröders aus der Partei aus. Seit 2008 ist sie Mitglied der Grünen. Von 2011 bis 2016 war Patzke Mitglied des Stadtrats Hemmingen und von 2014 bis 2019 war sie Vorsitzende des Grünen-Regionsverbands Hannover.
Bei den Kommunalwahlen in Niedersachsen 2021 kandidierte Patzke für die Wahl zur Regionspräsidentin der Region Hannover, verfehlte jedoch den Einzug in die Stichwahl. Sie erreichte 20,82 % und kam damit nicht in die Stichwahl.

## Veröffentlichungen
- mit Volker Epping: Das Laufbahnrecht im Spiegel des Art. 33 Abs. 5 GG. In: Zeitschrift für Beamtenrecht. Band 60, Nr. 9, 2012, DNB 1232200662, S. 289–296.
- mit Volker Epping: Recht auf eine Privatkopie? In: Ad Legendum. Nr. 1, 2013, S. 40–47.